# Witkeelduif
De witkeelduif (Columba vitiensis) is een vogel uit de familie van duiven (Columbidae).

## Verspreiding en leefgebied
Deze soort komt voor van de Filipijnen tot Samoa en telt negen ondersoorten:
- C. v. griseogularis: de Filipijnen, Sulu-eilanden, de eilanden ten oosten van Borneo.
- C. v. anthracina: Palawan, de eilanden ten noorden van Borneo.
- C. v. metallica: de Kleine Soenda-eilanden.
- C. v. halmaheira: van Banggai, de Soela-archipel, de Kei-eilanden, de Molukken tot Nieuw-Guinea en de Salomonseilanden.
- C. v. leopoldi: Vanuatu.
- C. v. hypoenochroa: Nieuw-Caledonië, Île des Pins en Loyaliteitseilanden.
- C. v. godmanae: Lord Howe-eiland.
- C. v. vitiensis: Fiji.
- C. v. castaneiceps: Samoa.